# Anthologie (album)
 (mars 2017).
Si vous disposez d'ouvrages ou d'articles de référence ou si vous connaissez des sites web de qualité traitant du thème abordé ici, merci de compléter l'article en donnant les références utiles à sa vérifiabilité et en les liant à la section « Notes et références ».
Albums de Beau Dommage
Rideau
(1995) Des airs de famille
(2010)
Anthologie est un double album compilation du groupe de chanson québécoise folk rock du groupe Beau Dommage, sorti en 1999.

## Liste des titres
| 1.  | Harmonie du soir à Châteauguay    | 3 min 08 s |
| 2.  | Tous les palmiers                 | 3 min 24 s |
| 3.  | Chinatown                         | 3 min 07 s |
| 4.  | À toutes les fois                 | 4 min 19 s |
| 5.  | Le Picbois                        | 3 min 27 s |
| 6.  | La Complainte du phoque en Alaska | 5 min 17 s |
| 7.  | 23 décembre                       | 2 min 16 s |
| 8.  | Ginette                           | 2 min 37 s |
| 9.  | Montréal                          | 4 min 44 s |
| 10. | Le Blues d'la métropole           | 4 min 11 s |
| 11. | J'ai oublié le jour               | 3 min 09 s |
| 12. | Motel « Mon repos »               | 3 min 40 s |
| 13. | Amène pas ta gang                 | 3 min 17 s |
| 14. | Heureusement qu'il y a la nuit    | 5 min 51 s |

| 1.  | Un incident à Bois-des-Filion    | 20 min 25 s |
| 2.  | Tout va bien                     | 5 min 38 s  |
| 3.  | Rouler la nuit                   | 3 min 52 s  |
| 4.  | Le Vent du fleuve                | 4 min 32 s  |
| 5.  | Hockey                           | 3 min 37 s  |
| 6.  | Le Passager de l'heure de pointe | 4 min 13 s  |
| 7.  | Le Cœur endormi                  | 4 min 53 s  |
| 8.  | Échappé belle                    | 4 min 25 s  |
| 9.  | Tout simplement jaloux...        | 4 min 42 s  |
| 10. | Le Retour du flâneur             | 4 min 26 s  |
| 11. | Rive-sud                         | 3 min 44 s  |

Note
- EMI Canada 23940 [2 CD]